# Verband der Brauereien Österreichs
Der Verband der Brauereien Österreichs ist ein Verein mit Sitz in Wien.

## Geschichte und Ziele
Der Verband wurde am 15. Juli 1947 gegründet und vertritt die nationale Brauereiwirtschaft im Rahmen des Fachverbandes der Nahrungs- und Genussmittelindustrie der Wirtschaftskammer Österreich. Im Verband sind gewählte Funktionäre und Mitarbeiter der Wirtschaftskammer aktiv, die die Interessen der Brauwirtschaft vertreten. Ziel des Verbandes ist dabei ein „wirtschaftliches, rechtliches und sozialpolitisches Umfeld, in dem die Brauereien bestmögliche Rahmenbedingungen für ihr unternehmerisches Handeln vorfinden“ zu schaffen. Die Interesse der Branche sollen dabei innerhalb der Wirtschaftskammer sowie nach außen hin vertreten werden.
Neben seiner Funktion als Interessenvertretung dient der Verband auch als Dienstleister, wobei persönliche Beratung, Informationsschreiben, Unterstützung bei Musterprozessen und spezielle Rechtsberatung im Fokus stehen. Er ist Mitglied im europäischen Brauereiverband The Brewers of Europe.
Der Verband wird von einem „Lenkungsausschuss“ geleitet, dessen Obmann Siegfried Menz (Vorstandsvorsitzender Ottakringer Brauerei) ist. Zudem gibt es mit Heinrich Dieter Kiener (Stieglbrauerei zu Salzburg), Markus Liebl (Brau Union) und Ewald Pöschko (Braucommune Freistadt) drei Obmann-Stellvertreter.

## Biersommelier
Der Verband unterstützt seit 2006 ein Ausbildungsprogramm zum zertifizierten Biersommelier. Mit 1. Dezember 2006 wurde ein Bildungsangebot geschaffen, mit denen Zertifikate zum Bier-Jungsommelier, Biersommelier und Diplom-Biersommelier erworben werden können. Der Titel Bier-Jungsommelier richtet sich an Schüler der österreichischen Landesberufsschulen und Berufsbildenden Höheren Schulen, die nach (Frei-)Gegenstände wie „Bierkenner“ bzw. "Bierpraktikum" zum Abschluss ihrer Ausbildung und nach Vorlage einer Projektarbeit die Prüfung zum „Bier-Jungsommelier“ ablegen können. Das Zertifikat zum „Biersommelier“ wird nach Abschluss des entsprechenden Kurses und einer Prüfung mit Projektarbeit, sowie schriftlicher, mündlicher und praktischer Prüfungen verliehen. Die Ausbildung zum Diplom-Biersommelier erfolgt gemäß der Prüfungsordnung der Doemens-Akademie.

## Publikationen
Der Verband gibt alljährlich einen „Jahresbericht“ über die Entwicklungen am österreichischen Biermarkt sowie „Statistische Daten über die österreichische Brauwirtschaft“ heraus. Des Weiteren werden etwa vierteljährlich die „Biernews“ veröffentlicht, die sich an eine breitere Öffentlichkeit richten.